# Juan Diego (skådespelare)
Juan Diego Ruiz Montero, född 14 december 1942 i Bormujos, Andalusien, död 28 april 2022 i Madrid, var en spansk skådespelare.

## Utmärkelser
Diego har bland annat vunnit Goyapriset för bästa manliga huvudroll 2007 för Vete de mí.

## Roller i urval
- 1970 – Kärleksflugan
- 1983 – Den heliga oskulden
- 1986 – Dragon Rapide
- 1989 – La noche oscura
- 1991 – El rey pasmado
- 1992 – Ät mej!
- 1999 – París-Tombuctú
- 2003 – Torremolinos 73
- 2005–2021 – Los hombres de Paco (TV-serie) (118 avsnitt)
- 2006 – Vete de mí
- 2013 – Anochece en la India
- 2017 – No sé decir adiós